# Катё-но-мия Хироцунэ
Принц Хироцунэ из линии Катё (яп. 華頂宮博経親王 Катё-но-мия Хироцунэ синно:,  19 апреля 1851, Киото — 24 мая 1876, Токио) — 1-й глава дома Катё-но-мия (1868—1876), представитель одной из младших ветвей японской императорской фамилии.

## Биография
Родился в Киото. Двенадцатый сын принца Фусими Кунииэ (1802—1872). Отец Хироцунэ был 20-м главой дома Фусими-но-мия (1817—1848), старейшего из четырёх боковых линий (синнокэ) императорской династии, которые могли претендовать на Хризантемовый трон после угасания императорской линии наследования.
12 октября 1852 года принц Хироцунэ был записан буддийским священником и определён на службу в храм Тион-ин в Киото.
27 октября 1860 года принц Хироцунэ был отозван ко двору императором Комэем, который официально объявил его потенциальным наследником императорского престола. Однако, спустя несколько месяцев, в том же 1860 году 14-й сёгун Токугава Иэмоти попросил принца из императорской семьи для усыновления в дом Токугава в качестве потенциального наследника сёгуната. Принц Хироцунэ был избран на эту роль и остался в Киото.
После Реставрации Мэйдзи в 1868 году принц Хироцунэ потерял возможность стать новым сёгуном и вернулся к императорскому двору. Император Мэйдзи в том же году пожаловал ему титул Катё-но-мия и разрешил создать новую боковую линию императорского дома.
Принц Катё Хироцунэ совершил поездку в США. В 1870 году он поступил в военно-морскую академию США в Аннаполисе, но заболел и вернулся в Японию в 1872 году. 13 мая 1876 года он получил чин контр-адмирала Императорского флота Японии, но скончался в том же году в возрасте 25 лет.
Принц Катё Хироцунэ был женат на дочери графа Намбу Тосихисы (1827—1896), последнего даймё Мориока-хана (1848—1868). У супругов родился единственный сын, принц Катё Хироацу (1875—1883), 2-й глава дома Катё-но-мия (1876—1883).